# Les Arnaqueuses

Les Arnaqueuses est un téléfilm français réalisé par Thierry Binisti, en 1997, il dure 90 minutes.

## Fiche technique
- Réalisateur : Thierry Binisti
- Scénario : Nicole Jamet - Claude Cauwet
- Musique : Laurent Ganem
- Dialogues : Nicole Jamet - Claude Cauwet

## Synopsis
Héritiers, truands, chefs d'entreprise, spéculateurs en vacances sur la Côte d'Azur, attention ! Lune et Shula sont là, et en veulent à votre argent. Lune et Shula sont deux jeunes femmes de 25 ans qui ont tout pour elles, ou presque. Beauté, caractère, intelligence et ruse, voire machiavélisme. Il ne leur manquait que l'argent, avant qu'elles ne s'emploient à le «gagner» en soulageant les portefeuilles des riches au cours d'arnaques toutes plus sophistiquées les unes que les autres. Seulement voilà : cette vie de rêve ne pouvait durer. La police les recherche, et les trouve. Mais au lieu d'être inculpées, les jeunes femmes se voient proposer un marché : travailler pour la police en échange de l'immunité...

## Distribution
- Élise Tielrooy : Shula
- Tania Da Costa : Lune
- Jean-Marie Winling : Savane
- François Dunoyer : Despré
- Roland Amstutz : Pasquier
- David Lowe : Eliott
- Éric Prat : Raffin
- Matheo Capelli : lieutenant de police
- Marc Chouppart : Le fêtard